# Dallet (plaats)
Dallet is een plaats en voormalige gemeente in het Franse departement Puy-de-Dôme in de regio Auvergne-Rhône-Alpes en telt 1192 inwoners (2004). De plaats maakt deel uit van het arrondissement Clermont-Ferrand.

## Geschiedenis
Dallet is op 1 januari 2019 gefuseerd met de gemeente Mezel tot de gemeente Mur-sur-Allier. 

## Geografie
De oppervlakte van Dallet bedraagt 6,7 km², de bevolkingsdichtheid is 177,9 inwoners per km².
De onderstaande kaart toont de ligging van Dallet (plaats) met de belangrijkste infrastructuur en aangrenzende gemeenten.

## Demografie
Onderstaande figuur toont het verloop van het inwonertal.